# خوان ولاسکو

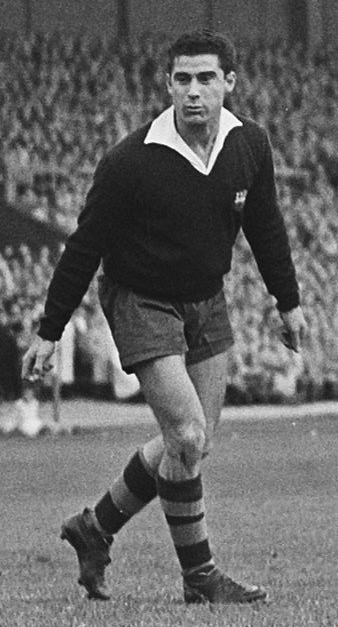
خوان زامبودیو ولاسکو - ۱۹۵۳

خوان زامبودیو ولاسکو (به انگلیسی: Juan Zambudio Velasco) (زاده ۲۱ نوامبر ۱۹۲۱ خومیلا مورسیا- ذرگذشته ۲۱ ژانویه ۲۰۰۴ ایگوالادا بارسلونا) دروازه بان فوتبال اسپانیایی و از بازیکنان سابق بارسلونا بود.